# 김혜진 (1975년)
김혜진(1975년 2월 28일 ~ )은 대한민국의 배우이다.
1996년 패션 모델 첫 데뷔하였으며 1년 후 1997년 연극 배우 데뷔하였고 이듬해 1998년에는 뮤지컬 배우 데뷔하였으며 2022년 김리원으로 개명했다.

## 활동

### 영화
| 연도 | 제목              | 역할              | 비고 |
| ---- | ----------------- | ----------------- | ---- |
| 2004 | 썸                | 피어싱 차량 여자1 |      |
| 2008 | 과속스캔들        | 리포터            |      |
| 2009 | 비상              | 성주              |      |
| 2009 | Flipping          |                   |      |
| 2010 | 아이리스: 더 무비 | 양정인            |      |
| 2014 | 마녀              | 소진              |      |
| 2016 | 멜리스            | 병원 원장         |      |

### 드라마
- 2004년 KBS2 《낭랑 18세》 - 약혼하는 여자 역
- 2004년 KBS1 《불멸의 이순신》 - 요도도노 역
- 2004년 KBS2 《올드미스 다이어리》 - 오윤아 직장 동료 역
- 2004년 SBS 《파리의 연인》 - 의류 매장 매니저 역
- 2004년 KBS2 《아름다운 유혹》
- 2004년 MBC 《물꽃마을 사람들》
- 2005년 MBC 《제5공화국》 - 수지 킴 (김옥분) 역
- 2005년 KBS2 《장밋빛 인생》 - 간호사 역
- 2006년 tvN 《하이에나》
- 2008년 tvN 《쩐의 전쟁》
- 2008년 iHQ DRAMA 《알리바이 주식회사》 - 신사장 역
- 2009년 KBS2 《아이리스》 - 양정인 역
- 2010년 MBC 《동이》 - 설희 역
- 2010년 KBS1 《전우》 - 윤정임 역
- 2011년 KBS2 《사랑을 믿어요》 - 윤지수 역
- 2011년 KBS2 《제7요일》 - 고유라 역
- 2013년 SBS 《출생의 비밀》 - 이혜영 역
- 2021년 JTBC 《언더커버》 - 정희 역 : 차민호 조사팀장 아내
- 2023년 SBS 《7인의 탈출》-

### 예능
- 2007년 IS Plus 《플러스팡팡》
- 2008년 코미디TV 《고스트 스팟 시즌 3》
- 2010년 KBS2 《달콤한 밤》 - 진행
- 2011년 XTM 《여신밴드》

### 연극
- 2005년 육분의 륙

### 경력
- 2006년 연예인 히말라야 아일랜드 피크 원정대 대원

### 광고
- 1999년 파로마가구
- 2001년 SK에너지 엔크린
- 2004년 GM대우 매그너스 L6 (시보레 에피카)
- 2004년 옥시레킷벤키저 물먹는하마
- 2005년 남양유업 아이엠마더 Part.1
- 2005년 남양유업 아이엠마더 Part.2
- 2005년 LG생활건강
- 2005년 풀무원
- 2005년 농협 배
- 2005년 벤트글라스 골프웨어
- 2005년 하나에스엘
- 2005년 LG텔레콤 (현.LG유플러스)
- 2006년 동아제약 박카스
- 2006년 현대해상화재보험 하이카
- 2007년 팔도비빔면
- 2007년 라이온코리아 비트드럼
- 2007년 베스킨라빈스 31
- 2007년 옥시레킷벤키저 데톨 샤워폼
- 2007년 LG텔레콤 (현 LG유플러스) 마이 LG 070
- 2008년 SK
- 2008년 뚜레쥬르
- 2008년 오뚜기 3분요리
- 2008년 한국베링거인겔하임 둘코락스S
- 2009년 NS농수산홈쇼핑

### 뮤직비디오
- 2004년: 린 - 사랑했잖아
- 2007년: 오윤혜 - I wish
- 2009년: 노이즈 - 사랑만사

## 수상
- 2007년 한국 모델상 시상식 CF모델상